# Xã Scott, Quận Brown, Ohio
Xã Scott (tiếng Anh: Scott Township) là một xã thuộc quận Brown, tiểu bang Ohio, Hoa Kỳ. Năm 2010, dân số của xã này là 1.294 người.